# لويس ميخيا
لويس ميخيا (بالإسبانية: Luis Mejía) (16 مارس 1991 ببنما في بنما - ) هو لاعب كرة قدم بنمي في مركز حراسة المرمى. شارك مع منتخب بنما تحت 17 سنة لكرة القدم ومنتخب بنما تحت 20 سنة لكرة القدم ومنتخب بنما لكرة القدم ومنتخب بنما تحت 21 سنة لكرة القدم ومنتخب بنما تحت 23 سنة لكرة القدم. أما مع النوادي، فقد لعب مع ريال مايوركا ونادي تولوز وناسيونال مونتيفيديو ونادي تاورو ‏ وسنترو أتلتيكو فينكس ‏.

## وصلات خارجية
- لويس ميخيا على موقع الاتحاد الدولي (مؤرشف)  (الإنجليزية)
- لويس ميخيا على موقع إي إس بي إن إف سي (الإنجليزية)
- لويس ميخيا على موقع قاعدة بيانات كرة القدم.إي يو (الإنجليزية)
- لويس ميخيا على موقع ناشيونال فوتبول تيمز (الإنجليزية)
- لويس ميخيا على موقع Soccerbase.com (لاعب) (الإنجليزية)
- لويس ميخيا على موقع Soccerway.com (الإنجليزية)
- لويس ميخيا على موقع عالم كرة القدم.نت (الإنجليزية)
- لويس ميخيا على موقع AS.com (الإسبانية)